# Kuhliål
Kuhliiål, Pangio kuhlii, är en långsmal fiskart som först beskrevs av Valenciennes, 1846. Den ingår i släktet Pangio, och familjen nissögefiskar. Inga underarter finns listade.
Arten kallas också ormgrönling och taggöga.

## Utseende
Som alla nissögefiskar är kuhliålen en avlång fisk med en nedåtriktad mun och flera, pariga skäggtömmar kring denna. Hos denna art är kroppsformen extra långsmal, något som ger den ett närmast ålliknande utseende. Nära ögat har den en tagg, troligtvis till försvar mot predatorer. Kroppen är färgad i mörkbrunt och orangre, men mönstret är mycket variabelt; vissa individer har mörkbruna tvärband, som omsluter hela kroppen, mot orange bakgrund. Hos andra är tvärbanden kortare, medan ytterligare andra snarast har oregelbundna mörkbruna fläckar mot den orangefärgade bakgrunden. På främre delen av stjärtfenan finns en stor, fyrkantig, mörkbrun fläck. Kroppslängden kan nå upp till 12 cm.

## Vanor
Arten lever i olika vattendrag och -samlingar, från bergsbäckar till kanaler och våtmarker på låglandet. Den föredrar mjukt vatten och sandbottnar med gyttjelager, som den gärna gömmer sig i.

## Utbredning
Kuhliålen lever i Indonesien, Malaysia och Thailand.

## Akvariefisk
Arten är en populär och fredlig akvariefisk. Då den är skygg och nattaktiv syns den inte så mycket. Akvariet bör ha botten med finkornig sand, flera gömställen och dämpad belysning, gärna med flytväxter uppe vid ytan. Vattnet bör hålla en temperatur på mellan 24 och 27 C, samt ett pH på 5,5 till 7,5. Arten kan bli upp till 10 år gammal i fångenskap.

### Föda
Kuhliålen äter främst animalisk föda, som fjädermygglarver och hackade räkor. Den tar också flingfoder, förutsatt att detta sjunker till bottnen. Viss vegetabilisk föra kan även ges. Det är lämpligt att utfodra arten på kvällen.